# Velma Barfield
Margie Velma Barfield nacida como Margie Velma Bullard (29 de octubre de 1932 - 2 de noviembre de 1984), fue una asesina en serie, condenada por cinco envenenamientos. Fue la primera mujer en los Estados Unidos en ser ejecutada después de la reanudación en 1976 de la pena de muerte y la primera desde 1962.
También fue la primera mujer en ser ejecutada por inyección letal.

## Historia
Velma Barfield nació el 29 de octubre de 1932 en Eastover, un pequeño pueblo ubicado en el estado de Carolina del Norte, pero creció cerca de Fayetteville en el mismo estado. Su padre era un abusador y ella recriminaba a su madre que no impedía los golpes. Se escapó al casarse con Thomas Burke en 1949. La pareja tuvo dos hijos y eran felices hasta que Velma se sometió a una histerectomía y desarrolló dolor de espalda. Estos eventos llevaron a un cambio de comportamiento en Velma y una eventual adicción a los fármacos.
Thomas Burke comenzó a beber y las quejas de Velma se convirtieron en amargas discusiones. En abril de 1969, después que Burke se había desmayado, Velma y los hijos se fueron, regresando para encontrar el hogar incendiado y a Burke muerto. Solo unos meses después, su hogar se quemó nuevamente, esta vez con una recompensa de dinero del seguro. 
En 1970, Velma se casó con un viudo, Jennings Barfield. Menos de un año después de su matrimonio, Jennings murió de un aparente ataque al corazón, dejando a Velma viuda una vez más. Velma siempre negó haberlo asesinado.
En 1974, la madre de Velma, Lillian Bullard, presentó síntomas de intensa diarrea, vómitos y náuseas, solo para recuperarse a los pocos días. Durante la temporada de Navidad del mismo año, Lillian experimentó la misma enfermedad como meses atrás, resultando en su muerte solo horas después de llegar al hospital. 
En 1976, Velma comenzó a cuidar de ancianos, trabajando para Montgomery y Dollie Edwards. En el invierno de ese año, Montgomery se enfermó y murió. Apenas un mes después de la muerte de su esposo, Dollie experimentó síntomas idénticos a los de la madre de Velma y pronto murió, una muerte que Velma luego confesó. 
Al año siguiente, 1977, Velma tomó otro trabajo de cuidadora, esta vez de Record Lee de 76 años, que se había roto una pierna. El 4 de junio de 1977, el esposo de Lee, John Henry, comenzó a experimentar dolores en el estómago y el pecho, con vómitos y diarrea. Murió poco después y Velma luego confesó su asesinato. 
Otra víctima fue Stuart Taylor, el novio de Velma y un familiar de Dollie Edwards. Temiendo que él descubriera que ella había estado falsificando cheques en su cuenta, mezcló veneno para ratas en su cerveza y té. Murió el 3 de febrero de 1978, y una autopsia encontró arsénico en el sistema de Taylor. Después de su arresto, el cuerpo de Jennings Barfield fue exhumado y se encontró rastros de arsénico, un asesinato que Barfield había negado cometer. Pronto confesó el asesinato de Lillian Bullard y de John Henry. El cantante Jonathan Byrd es nieto de Jennings Barfield y su primera esposa. La canción de Byrd, "Velma", de su álbum Wildflowers da una cuenta personal de los asesinatos e investigación.

## Juicio y ejecución
Durante su estancia en el corredor de la muerte, Barfield se convirtió en una devota cristiana evangélica de nuevo.
Sus últimos años fueron pasando atendiendo a los presos.
Antes de su ejecución, dio una declaración; "Sé que todos han pasado por mucho dolor, todas las familias implicadas, y lo siento, y quiero agradecer a todos quienes me han estado apoyando estos seis años". Barfield rehusó una última comida especial, tomando una bolsa de Cheez Doddles y una lata de Coca-Cola. Vestía un pijama de color rosa y pañal para adultos al ser ejecutada el 2 de noviembre de 1984.
Barfield fue enterrada en el pequeño cementerio de Parkton, Carolina del Norte, cerca de su primer esposo, Thomas Burke.